# Никифор Григора
Никифор Григора (на старогръцки: Νικηφόρος Γρηγορᾶς, Nikephoros Gregoras, Nicephorus Gregoras) е византийски историк, теолог, писател, математик и астроном през 14 век.

## Биография
Роден е около 1295 година в Хераклея Понтика. Загубва рано родителите си и е възпитаван от вуйчо си по майчина линия епископ Йоан от Хераклея Понтика. Около 1315 г. отива в Константинопол и става ученик на Теодор Метохит и доверено лице на патриарх Йоан XIII Гликис (1315 – 1320). Византийският император Андроник II Палеолог забелязва неговия талант в реториката. През 1324 г. Григора предлага реформа на календара, но императорът отказва. През 1326 г. Григора е пратеник на императора в Сърбия. Като близък привърженик на императора, когато той е свален през 1328 г. от внука си Андроник III Палеолог, Григора загубва състоянието си. В резултат, се оттегля напълно в частния живот. Неговият покровител Теодор Метохит също е изгонен. Григора остава тясно свързан с двамата и посещава няколко пъти бившия император в квартирата, в която е затворен. През 1332 г. двамата му приятели умират. Впоследствие Никифор Григора успява да спечели доверието на Андроник III. През 1333 г. му дава да води преговори за уния на православната и католическата църква с пратениците на папа Йоан XXII, които се оказват безуспешни.
На събор през май 1351 г. Никифор Григора е осъден заради различните му разбирания от тези на Григорий Палама относно исихазма и е изпратен в арест в манастира Хора. През 1354 г. е освободен и умира, отлъчен от Църквата, през 1359/1360 или 1361 г.
Никифор Григора е почитател на Платон. Той пише множество произведения по философия, астрономия, математика, история и теология, речи, биографии.Главното му произведения е „Ромейската история“ (Historia Rhomaike) в 37 книги за времето от 1204 г. до 1359 г.

## Издания и преводи
- Historia Rhomaike. Jan Louis van Dieten. (Bibliothek der griechischen Literatur Band 4, 8, 9, 24, 39, 59, 66). Hiersemann, Stuttgart 1973 – 2007.
- Antirrhetika I. Hans-Veit Beyer, Wien 1976, ISBN 3-7001-0179-1.
- Nicéphore Gregoras: Correspondance. R. Guilland, Paris 1967.
- Nicephori Gregorae explicatio in librum Synesii „De insomniis“. Scholia cum glossis. Hrsg. von Paolo Pietrosanti, Bari 1999, ISBN 88-7949-200-4.
- J. Mogenet, A. Tihon, R. Royez, A. Berg: Nicéphore Grégoras – Calcul de l’éclipse de soleil du 16 Juillet 1330. Corpus des astronomes byzantins I. Amsterdam 1983, ISBN 978-90-70265-34-2.